# Колесо Фортуни

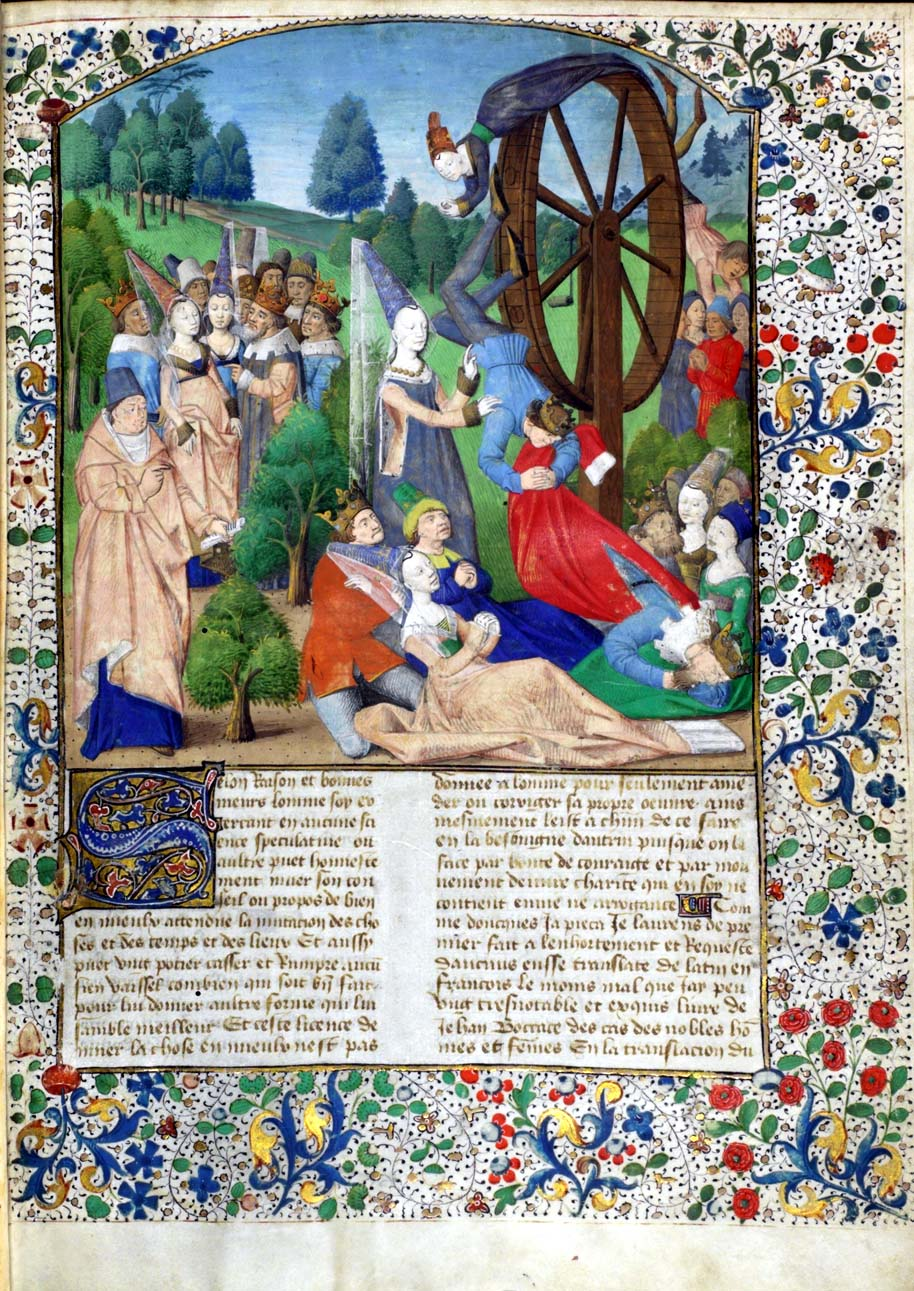
Пані Фортуна крутить своє колесо, з видання «Про нещастя знаменитих людей» Джованні Боккаччо.

Колесо Фортуни (лат. Rota Fortunae), або Колесо Долі, — це концепція у стародавній та середньовічній філософії про мінливу природу долі. Колесо належить богині Фортуні, яка його крутить випадковим чином, змінюючи розташування людей на колесі — деякі отримують страждання, деякі винагороди. Фортуну на всіх малюнках зображують жінкою, часто з пов'язкою на очах, яка крутить колесо.

## Походження
Походження терміна пов'язують з «колесом долі» — Зодіаком, маючи на увазі небесні сфери, з яких восьма тримає зорі, а на дев'ятій розташовані знаки зодіаку. Концепція була вперше сформована у Вавилоні, а пізніше поглиблена стародавніми греками.
Концепція дещо нагадує Бгавачакру, колесо буття, широко присутнє у стародавніх індійських мистецтві та літературі, але найбільш ранні уявлення про концепцію у античному Римі та Греції були не про двовимірне колесо, а про тривимірну сферу, метафору світу. А у птолемеєвому сприйнятті світу широко використовувалось уявлення про Зодіак як колесо, чиї «знаки» обертаються протягом року та впливають на долю світу.

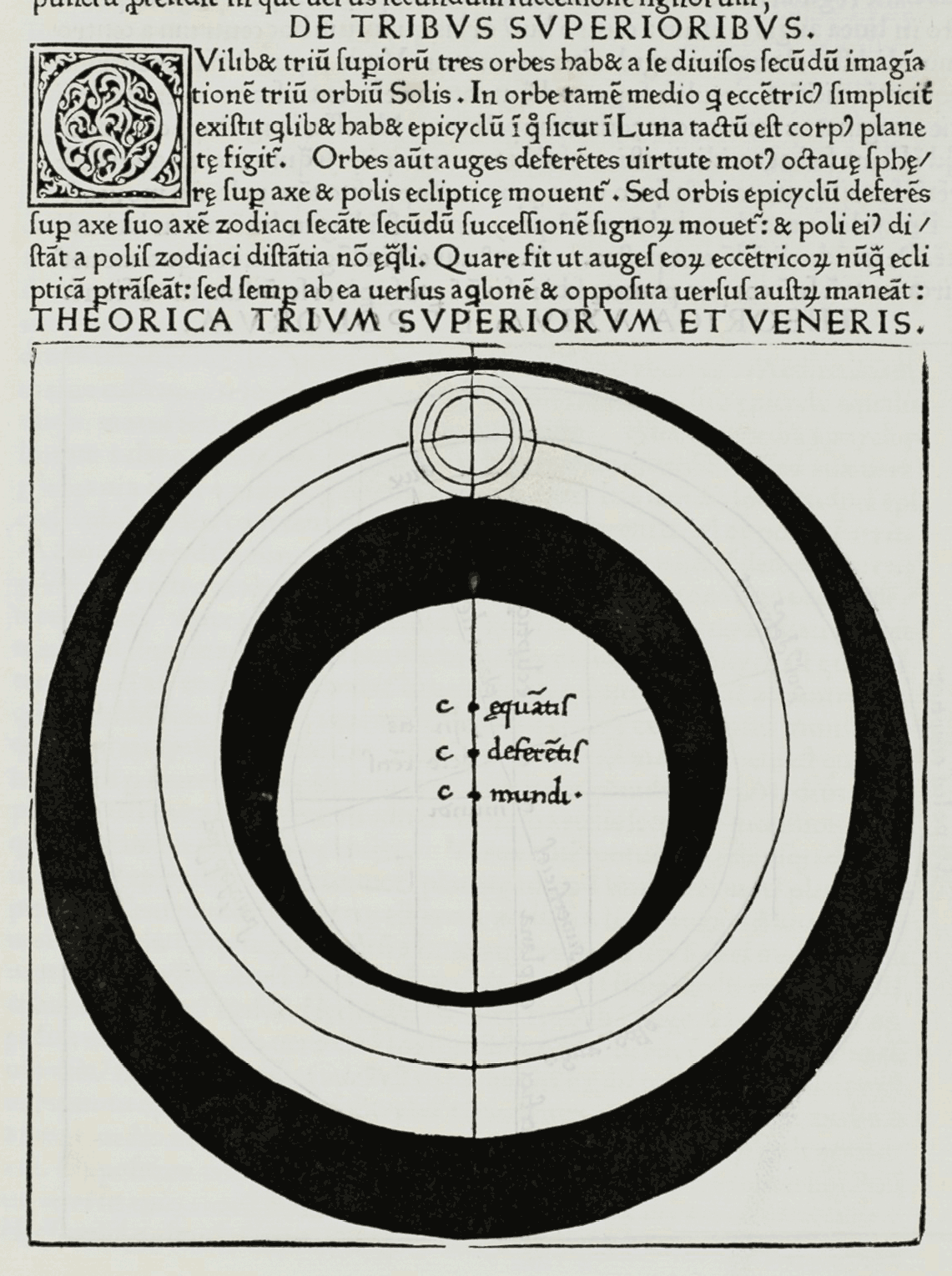
Птолемеєва модель сфер Венери, Марса, Юпітера та Сатурна з епіциклом, ексцентричними точками деференту та екванту. Георг фон Пурбах, «Theoricae novae planetarum», 1474.

Веттій Валент, астроном та астролог ІІ ст. до н. е., у своїй «Антології» писав:
Є багато коліс, більшість рухається з заходу на схід, а деякі — зі сходу на захід.
Сім коліс, кожне тримає один небесний об'єкт, перше тримає Місяць…
А восьме колесо тримає всі зорі, які ми бачимо…
А дев'яте колесо, колесо доль, рухається зі сходу на захід,
та включає 12 знаків долі, 12 знаків Зодіака.
Колеса одне в одному, як шар цибулі сидить в іншому шарі, і між ними простору немає.
Того ж сторіччя римський трагік Марк Пакувій писав, що ідея шару фортуни, який котиться, стала літературним топосом та часто використовувалась у декламації. «Rota Fortunae» стала значним прикладом вульгарного топоса або мема для Тацита, який згадує його риторичне надмірне використання у «Dialogus de oratoribus».
Фортуну врешті-решт християнизували: римський філософ Боецій (помер у 524 році) був головним джерелом середньовічного погляду на Колесо Фортуни, написавши про нього у своїй праці «Розрада від Філософії» (лат. Consolatio Philosophiae):
Я добре знаю всілякого роду підступи тієї лиходійки — як ласкаво горнеться вона до тих, кого задумала несподівано покинути, аби тим самим завдати їм нестерпного болю… Пробуєш зупинити розгонисте колесо? Але ж,  — о дурню понад дурнями! — зупинена Фортуна — вже й не Фортуна!

— Боецій, «Розрада від Філософії»

## У Середньовіччі

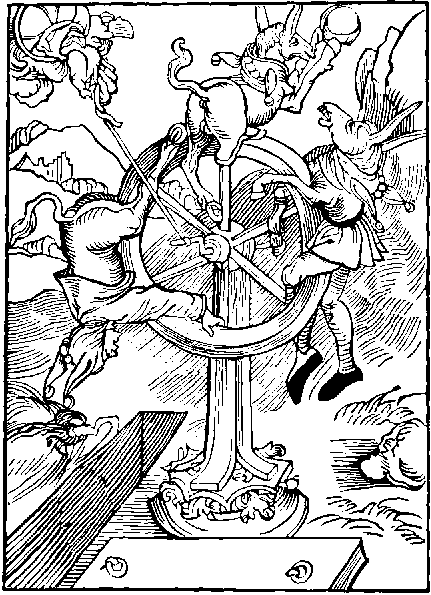
Колесо фортуни у поемі «Корабель дурнів» Себастіана Бранта, різьба по дереву А.Дюрера

### Релігійні настанови
Колесо Фортуни широко використовувалось як алегорія у середньовічних мистецтві та літературі для допомоги у релігійних настановах. У класичних уявленнях Колесо може принести як вдачу так і невдачу, але середньовічні автори надавали перевагу лише трагічному аспекту, розмірковуючи над падінням наділених владою — з метою нагадування людям про тимчасовість земного. У мораліте «Кожен» (англ. Everyman) (бл. 1495), наприклад, Смерть неочікувано приходить за головним героєм, Колесо Фортуни опустило Кожного низько, і Добрі Справи, якими він раніше нехтував, потрібні, щоб він потрапив на небеса.
Джеффрі Чосер широко використовував концепцію трагічного Колеса Фортуни. Так, у «Кентерберійських оповіданнях» вона формує основі для Оповіді ченця, який розповідає про падіння великих протягом всієї історії, включно з Люцифером, Адамом, Самсоном, Гераклом, Навуходоносором II, Валтасаром, Нероном, Александром Македонським, Юлієм Цезарем та королем Кіпру Петром I.
Колесо Фортуни часто зустрічається у середньовічному мистецтві, від манускриптів до великих вікон-троянд у багатьох соборах, натхненних Колесом. Як правило, таке колесо має чотири відсіки, або стадії життя, з чотирма фігурами людини, які зазвичай підписані зліва regnabo (я буду володарювати), згори regno (я володарюю) і ці фігура коронована, спускаючись справа до regnavi (я володарював), а зігнута фігура знизу підписана sum sine regno (я без влади/королівства).
Данте Аліг'єрі використав Колесо у розділі «Пекло» своєї «Божественної комедії», а карта «Колесо Фортуни» увійшла до колоди карт Таро близько 1440 року в Італії.
У системі карт Таро, Колесо Фортуни має свою унікальну символіку. Карта означає увесь наш життєвий цикл і керує ним Богиня Долі. Карта Колеса віщує кардинальні зміни, які залежать від зусиль людини, або ж від волі Богині Фортуни, котра милостиво веде людину до вершини, або ж опускає до самих низів. Рух Колеса Фортуни свідчить про те, что доля людини вершиться тут і зараз. Внутрішній сенс карти пов'язаний із умінням приймати речі такими, як вони є. Навіть, якщо ці речі людині не до душі, варто навчитися приймати життєву ситуацію із вдячністю. Саме цей підхід впустить енергію хороших змін у земне життя.

### Політичні настанови

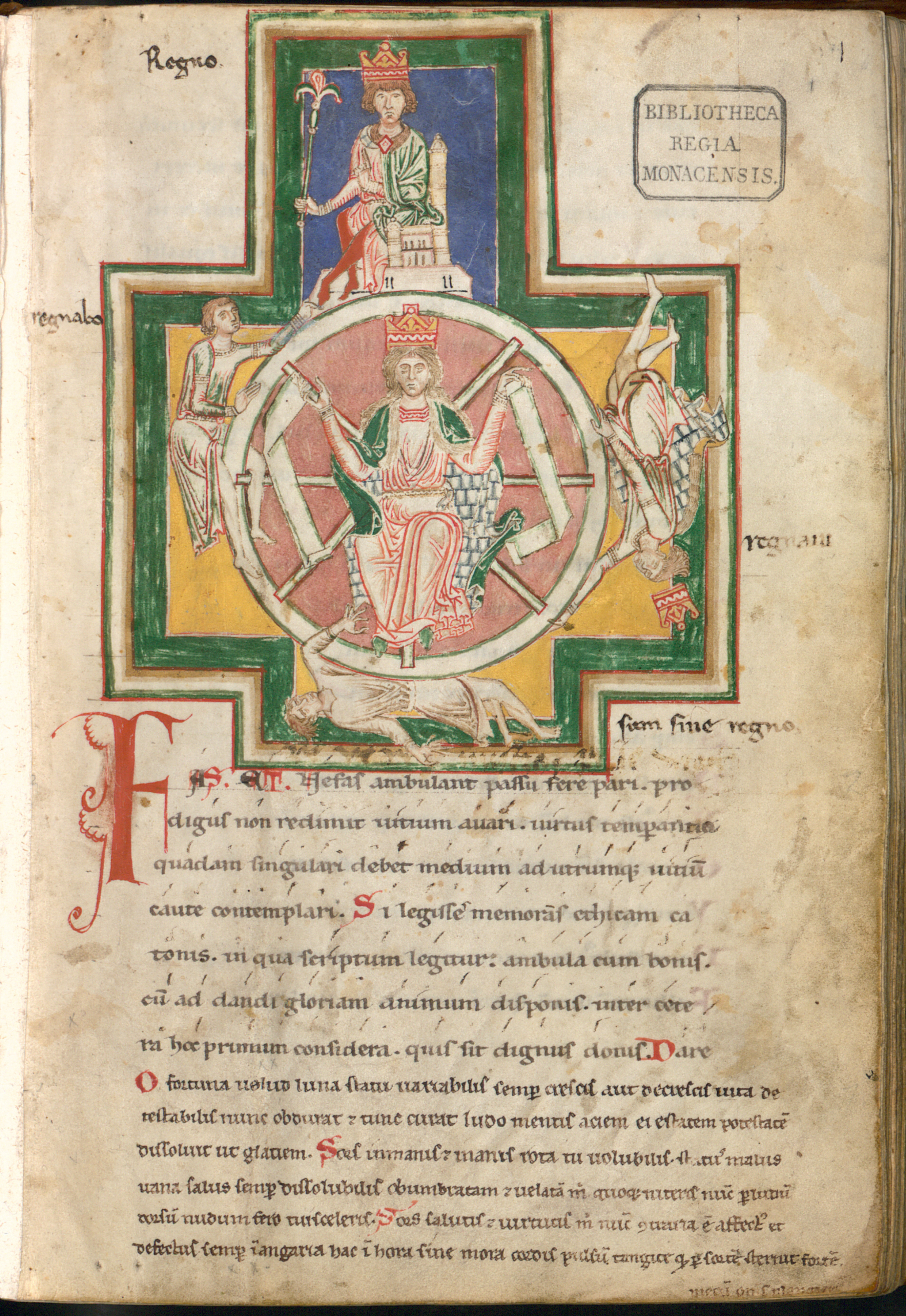
Колесо долі у «Carmina Burana»; фігури підписані «Regno, Regnavi, Sum sine regno, Regnabo»: Я правлю, я правив, моє правління завершене, я буду правити

У періодах Середньовіччя та Відродження популярним жанром політичного письма були «Дзеркала для князів», які давали поради правлячому класу щодо того, як управляти (найбільш відомим прикладом такого письма є «Князь» Нікколо Макіавеллі). Такі політичні трактати могли використовувати концепцію Колеса Фортуни як наставництво для своїх читачів. Прикладом такого використання є «Падіння князів» (англ. Fall of Princes) Джона Лідгейта (англ. John Lydgate), написане для його патрона Гемфрі Ланкастерського, герцога Глостерського.
Багато лицарських романів про короля Артура тої доби також використовують концепцію Колеса Фортуни подібним чином, часто розміщуючи на ньому Дев'ять достойних.
…доля така мінлива, а колесо рухливе, що жодної константи не має, і це може бути доведено з багатьох старих хронік, про благородного Гектора, і Троїла, і Алісандра, величного завойовника, і багатьох інших; коли вони були на вершині влади, вони впали найглибше.

— Ланселот у «Смерті Артура» Томаса Мелорі, глава XVII.
Як і «Дзеркала для князів», це могло використовуватись як настанова для читачів. Наприклад, у більшості романів Артуріани, найвище військове досягнення короля Артура — перемога над Римською імперією — розміщується ближче до кінця оповіді, але у творі Мелорі перемога над римлянами та найвища точка правління короля Артура розміщені на початку, а все наступне — поступовий занепад. Артур, Ланселот та інші лицарі Круглого столу мають бути ідеалами лицарства, а у оповіді Мелорі вони приречені на поразку. У середньовічному мисленні лише Бог був ідеальним, а навіть велика постать, як Король Артур, мала зазнати невдачі. Для шляхетного середньовічного читача оповіді, така мораль могла слугувати не лише попередженням, але й настановами для досягнень. Мелорі міг використовувати концепцію Колеса Фортуни, щоб натякнути, що якщо навіть найкращий з благородних лицарів помилявся, то звичайний шляхтич 15-го сторіччя не мав бути зразком чеснот, щоб бути добрим лицарем.

### Карміна Бурана
Мотив Колеса Фортуни має велике значення у «Carmina Burana» (Буранському кодексі). Фрагменти з найкраще відомих віршів кодексу, «Fortuna Imperatrix Mundi» (Фортуна, імператриця світу) та «Fortune Plango Vulnera» (Я оплакую рани Фортуни), кажуть про таке:
| Sors immanis et inanis, rota tu volubilis, status malus, vana salus semper dissolubilis, obumbrata et velata michi quoque niteris; nunc per ludum dorsum nudum fero tui sceleris. . . . . . . . . . . Fortune rota volvitur; descendo minoratus; alter in altum tollitur; nimis exaltatus rex sedet in vertice caveat ruinam! nam sub axe legimus Hecubam reginam. | Доля — жахлива: та пуста, колесо ти обертаєш, статус поганий, буття марне: і завжди зникає в ніщо, затінена: і прихована: ти переслідуєш і мене; тепер у грі: оголений: я терплю твою злу природу. . . . . . . . . . Колесо Фортуни обертається; і я опускаюсь, принижений; інший піднімається на висоту; занадто високо: сидить король на вершині — най остерігається руїни! бо під віссю читаємо: королева Гекаба. |  |

## Пізніше використання

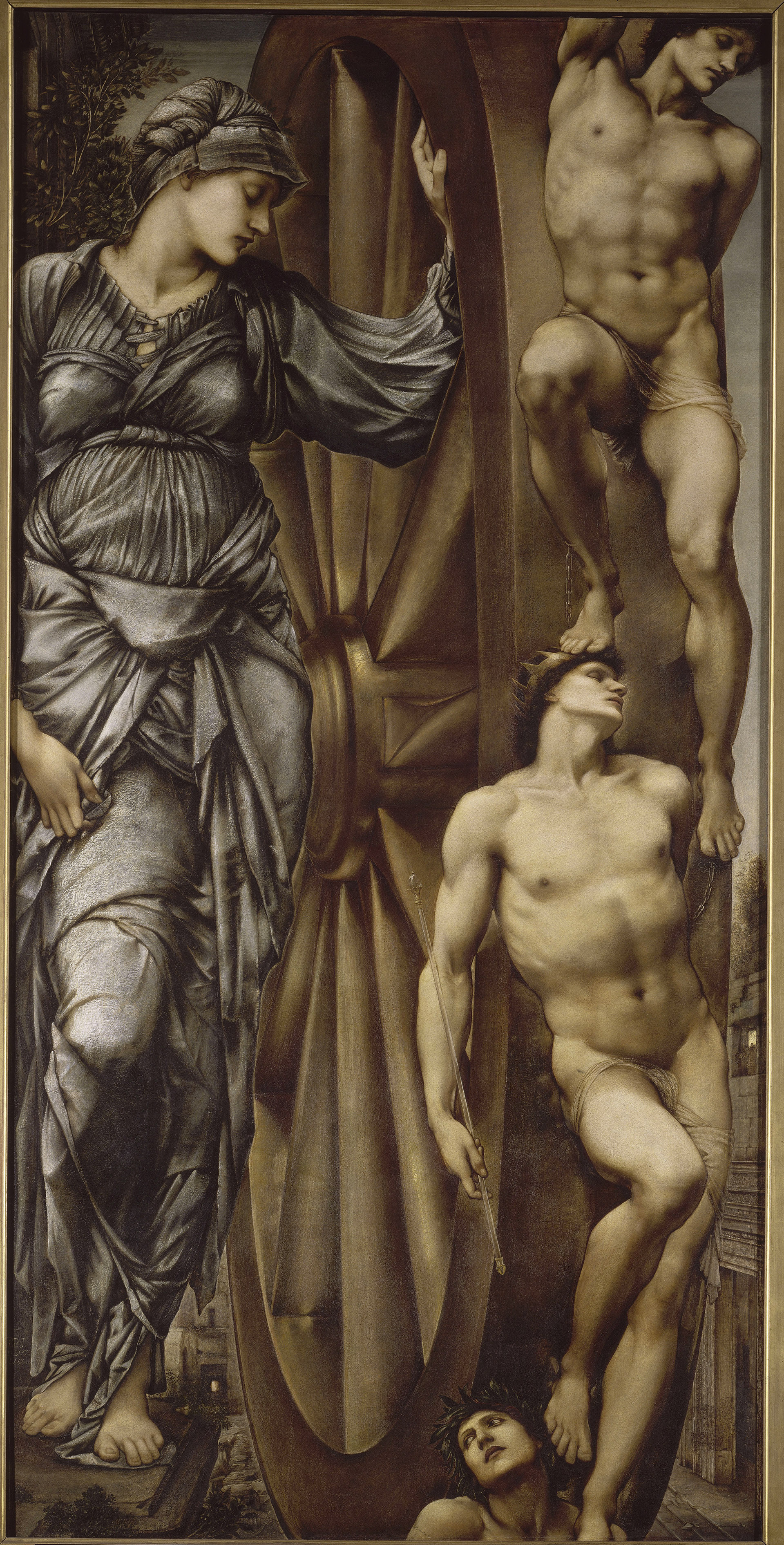
«Колесо Фортуни», Едвард Берн-Джонс, 1875—1883

До образу Фортуни та її Колеса постійно звертались у подальшій історії. Наприклад, колесо Фортуни можна знайти в «Утопії» Томаса Мура.

### Шекспір
Вільям Шекспір у «Гамлеті» писав про «дари й удари долі» та про персоніфіковану Фортуну:

«Пріч, згинь, Фортуно-блуднице! Боги!

Всім вашим сонмом збавте ви їй власть, 

Строщіть їй в колесі обіддя й спиці,

А маточину ввергніть з гір небесних

У Тартар до чортів!»
Шекспір також звертається до Колеса у «Королі Лірі». — граф Кентський, який колись був фаворитом короля, був вигнаний, повертається таємно. Цього замаскованого персонажа на ніч заковують у колодки і він оплакує такий поворот долі наприкінці акта II, сцени 2:
«А ти, фортуно, Ясніше усміхнися нам. Добраніч!».
У акті IV, сцена, король Лір також порівнює своє нещастя на «вогненному колесі» зі «щасливою душею» Корделії.
Шекспір також згадував Колесо Долі по всій п'єсі «Макбет» та у п'єсі «Генріх V», Акт 3 Сцена VI.

### Сучасність
Окремі пісні з «Carmina Burana», у тому числі дві згадані згори, були покладені на нову музику композитором 20-го сторіччя Карлом Орфом, чия добре відома «О фортуна» заснована на пісні «Fortuna Imperatrix Mundi».

#### Популярна музика
Джеррі Гарсія записав пісню з назвою «The Wheel» в соло-альбомі 1972 року «Garcia» та регулярно виконував її з Grateful Dead з 1976 року. Пісня «Wheel in the Sky» групи Journey з їх альбому 1978 року «Infinity» також торкається цієї концепції у словах «Wheel in the sky keeps on turnin' / I don't know where I'll be tomorrow» (Небесно колесо вертиться /я не знаю де буду завтра). Пісня «Throw Your Hatred Down» Ніла Янга в альбомі 1995 року «Mirror Ball», записана з Pearl Jam, має слова «The wheel of fortune / Keeps on rollin' down» (Колесо Фортуни /продовжує котитись донизу).

#### Фільми та телебачення
Фільм 1994 року «Підручний Гадсакера» братів Коенів також використовує концепцію Колеса Фортуни. В телесеріалі «Світляк» (2002) головний герой Малькольм Рейнольдс каже «Колесо не припиняє обертатись, Баджер», а Баджер відповідає «Це має значення лише для людей на його ободі». Аналогічно, фізична версія Колеса Фортуни використана у фільмі 1985 року «Шалений Макс 3», в якому головний герой відмовляється від контракту, а йому кажуть «зірвав справу, опинишся на колесі». У науково-фантастичному телесеріалі «На краю Всесвіту», в одній з серій третього сезону головний герой Крічтон згадує, що його бабуся казала йому, що доля як колесо, по черзі піднімає і опускає долі. Ця версія виразно позитивна та є посланням про витримку: страждальці мають лишатись сильними і «чекати доки колесо» врешті повернеться до доброї долі.

#### Ігри
У серії ігор Fable, колесо фортуни з'являється двічі, але викривлено: Колесо Шаленої Недолі — це механізм для тортур у «'Fable II», у Храмі Тіней у Рукріджі, який Герой може використати для того, щоб принести своїх послідовників у жертву тіням. У «Fable III», Колесо Розбійника при активації посилає Героя до рівня з випадковими монстрами.
Колесо Фортуни присутнє і на картці у грі «Magic: The Gathering» з таким самим ім'ям; ця картка вимагає від гравців скинути всі свої карти і отримати нові з колоди.